# Московски барок
Московски барок или Наришкински барок, посебан је стил барокне архитектуре и декорације који је био актуелан у Москви од касног 17. до раног 18. века.
У касном 17. веку, западноевропски барокни стил архитектуре у комбинацији са традиционалном руском архитектуром формирао је овај јединствени стил. Назива се московски барок јер се првобитно налазио само у Москви и околини. Чешће се назива Наришкинов барок, јер је прва црква пројектована у овом стилу саграђена на једном од имања породице Наришкин.

## Историја
Прва црква изграђена у стилу московског барока била је црква Покрова Пресвете Богородице у селу Фили, која је подигнута на имању породице Наришкин, московских бојара. Члан ове породице која је највише повезана са овим стилом архитектуре је Лав Кирилович Наришкин, стриц Петра Великог. Лав Наришкин је подигао ову прву цркву уз помоћ архитекте, за кога се претпоставља да је Јаков Бухвостов. Црква је постала главни елемент Наришкиновог барокног стила и инспирисала је изградњу других цркава у овом стилу у Москви.
Московски барок је био у супротности са петровским бароком, који је фаворизовао Петар Велики и који је био широко коришћен у Санкт Петербургу. Контраст ова два стила видљив је кроз употребу различитих боја, облика, размера и коришћенох материјала за изградњу. Црква Светих Петра и Павла у Санкт Петербургу и Меншиковска кула у Москви су значајни примери петровског барокног стила.

## Стил
Цркве пројектоване у стилу московског барока често су грађене од црвене цигле, по чему су се разликовале од других грађевина тог времена. Такође су биле детаљно украшене детаљима од белог кречњака. Структура зграде је такође била другачија од било чега другог што се градило у Русији у то време. Архитектонски стил је класификован као "испод звона" (ру. под звоном). Цркве које су „испод звона“ имале су звоник постављен на врх главног волумена, уместо поред зграде цркве као што је било уобичајено у 17. веку.
Стил се непрестано ширио, чак и на архитектуру која није била религиозна. Многи манастири су преуредили своје зидове и зграде у овом стилу, јер је то тада било актуелно. Најзначајнији примери манастира који су били реконструисани у овом периоду били су Новодевички манастир и Донски манастир у Москви. Постоје и примери ван Москве; Крутици и манастир Солотча близу Рјазања.
Нерелигиозна архитектура је такође усвојила стил, што се могло видети на примеру Сухарјевске куле у Москви.
Тридесетих година 17. века московски барокни стил је престао и еволуирао је у елизабетански барокни стил.

## Значајни архитекти
Најзначајнији архитекти који су радили у стилу барока Наришкина били су Јаков Бухвостов

### Јаков Бухвостов
Јаков Григоријевич Бухвостов рођен је средином 17. века, као кмет Михаила Татишчова. Породица Татишчов је била утицајни бојарска породица у Николском. Мало се зна о раном животу Бухвостова, само је познато да је добио слободу 1690-их, када је био признат као велики архитекта.
Најистакнутији пример његовог рада као архитекте је Црква Спаса у Уборију.

### Пјотр Потапов
Ништа се не зна о његовом животу, нити да ли је уопште био права особа. Његово име је познато искључиво по натпису на Успенском храму који гласи „Лето 7204. (1699.) 25. октобар је дело људских руку, дело Пјотра Потапова“. Из овог натписа није јасно да ли је он био архитекта или каменорезац, али се сматра да је он био архитекта.

## Примери
| Наслов                                                              | Датум     | Архитекта                         | Фотографија                                        | Напомене |
| ------------------------------------------------------------------- | --------- | --------------------------------- | -------------------------------------------------- | --- |
| Црква Покрова Пресвете Богородице у Филима (рус. )                  | 1690–1693 | Јаков Бухвостов (претпоставља се) |                                                    | |
| Црква Спаса у Убори (рус. )                                         | 1690–1697 | Јаков Бухвостов                   |                                                    | |
| Саратовска катедрала Свете Тројице (рус. )                          | 1689–1695 | Непознат                          |                                                    | |
| Црква знака Пресвете Богородице на Шереметјевском дворишту (рус. )  | 1691.     | (?)                               |                                                    | |
| Црква Светих апостола Петра и Павла у Петровско-Разумовском (рус. ) | 1691.     | (?)                               |                                                    | Црква Петра и Павла је срушена 1934. године због изградње железничке пруге. |
| Црква Богородице Владимирске код Владимирских врата (рус. )         | 1691–1694 | (?)                               |                                                    | Црква је срушена 1934. године приликом рушења зидина града. |
| Црква Свете Тројице у Троицком-Ликову (рус. )                       | 1694–1697 | Јаков Бухвостов                   |                                                    | Датуми када је ова црква подигнута такође су наведени као 1690-1695 и 1698-1703. |
| Саборна црква Богојављења (Крштење Господње) (рус.                  | 1693–1696 | (?)                               |                                                    | |
| Црква Успења Пресвете Богородице на Покровки (рус. )                | 1696–1699 | Пјотр Потапов                     | 19th-century postcard of Pokrovka Street in Moscow | Црква Успења Пресвете Богородице срушена је 1936. године под изговором да се тротоар проширује. |
| Сухарев кула (рус. )                                                | 1692–1701 | Михаил Чоглоков                   | Suharev Tower in Moscow. Postcard, 1927            | Сухарјева кула је срушена 1934. године по налогу Лазара Кагановича, секретара Московског градског комитета. Срушена је током реконструкције града, по налогу Јосифа Стаљина. Наведено је да је торањ блокирао саобраћај. |